# Велика ліберальна партія Венесуели
Ліберальна партія (ісп. Partido Liberal, PL), більше відома Велика ліберальна партія (ісп. Gran Partido Liberal de Venezuela, GPLV; також відома як Жовта ліберальна партія) — політична партія Венесуели, заснована 21 серпня 1840 року Антоніо Леокадіо Гусманом і Томасом Ландером.
Партія доволі успішно провадила ліберальну політику на початку існування Республіки. Деякі з ранніх президентів були членами Ліберальної партії, серед них: Хосе Тадео Монагас, який скасував смертну кару за політичні злочини, його брат Хосе Грегоріо Монагас, який проголосив Венесуелу вільною від рабства 24 березня 1854 року, а також Хуан Крісостомо Фалькон, за правління якого, 1863 року, Венесуела стала першою країною, яка цілковито відмовилась від смертної кари за будь-які злочини.